# Jan I Rode van Opsinnich

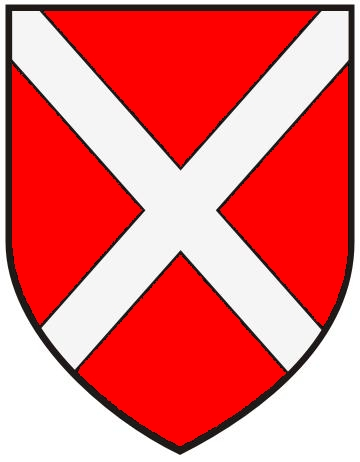
Familiewapen

Jan I Rode van Opsinnich (ca. 1420-1472) wordt in 1469 genoemd als schepen van Maastricht en in 1476 erfleenheer van Spaubeek.
Zijn familie stamde uit de Voerstreek van het kasteel Opsinnich (bij Remersdaal, thans een deelgemeente van Voeren) in het oude hertogdom Limburg.
Jan (Johan Rode van op Synghe) wordt in 1441 vermeld in een akte waaruit blijkt dat hij en Alart van der Smytten neven zijn van Johan van Eynatten, heer van de Neuerburg, (-1442), en diens zonen Johan en Diebolt (Theobald).
In 1469 kwam Jan I Rode van Opsinnich in het bezit van de heerlijkheid Gerdingen (met het gehucht Nieuwstad) uit de erfenis van zijn schoonmoeder. Na enkele jaren echter (in 1472) kwam de heerlijkheid Gerdingen door ruil in handen van Jan II van Werst, heer van Werst. die getrouwd was met Margaretha Hoen van Spaubeek, een zus van zijn vrouw Catharina.

## Huwelijk en kinderen
Jan I Rode van Opsinnich trouwde in 1448 met Catharina Hoen van Spaubeek (-1476). Zij was een dochter van Daniël I Hoen heer van Spaubeek, Gerdingen en Stein en Johanna van Merwede vrouwe van Gerdingen (-1469). 
Uit zijn huwelijk werd geboren

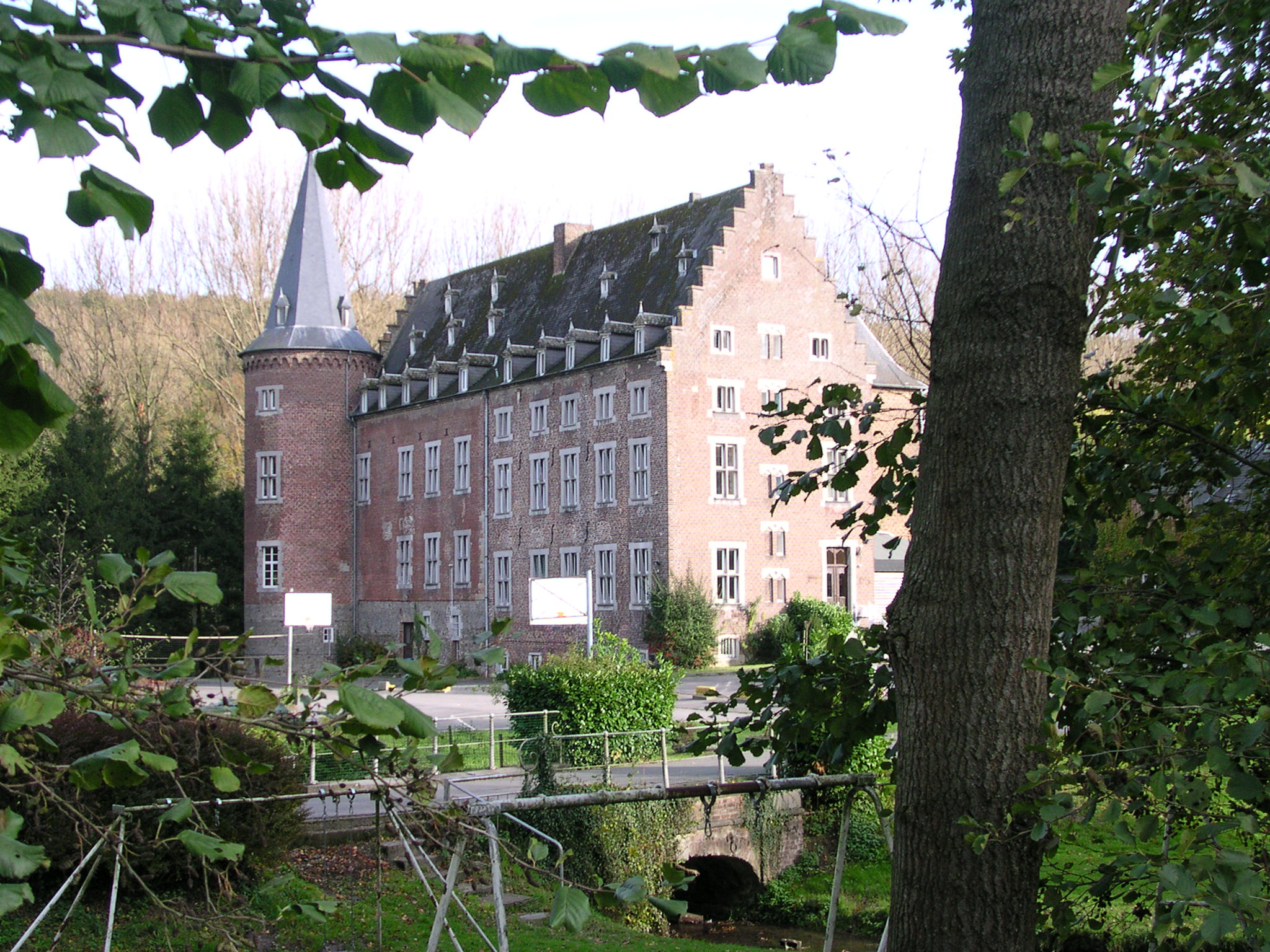
Jan II Rode van Opsinnich. Hij trouwde met Maria van Mopertingen, erfdochter van kasteel Sipernau uit Elen (bij Maaseik in de Belgische provincie Limburg).
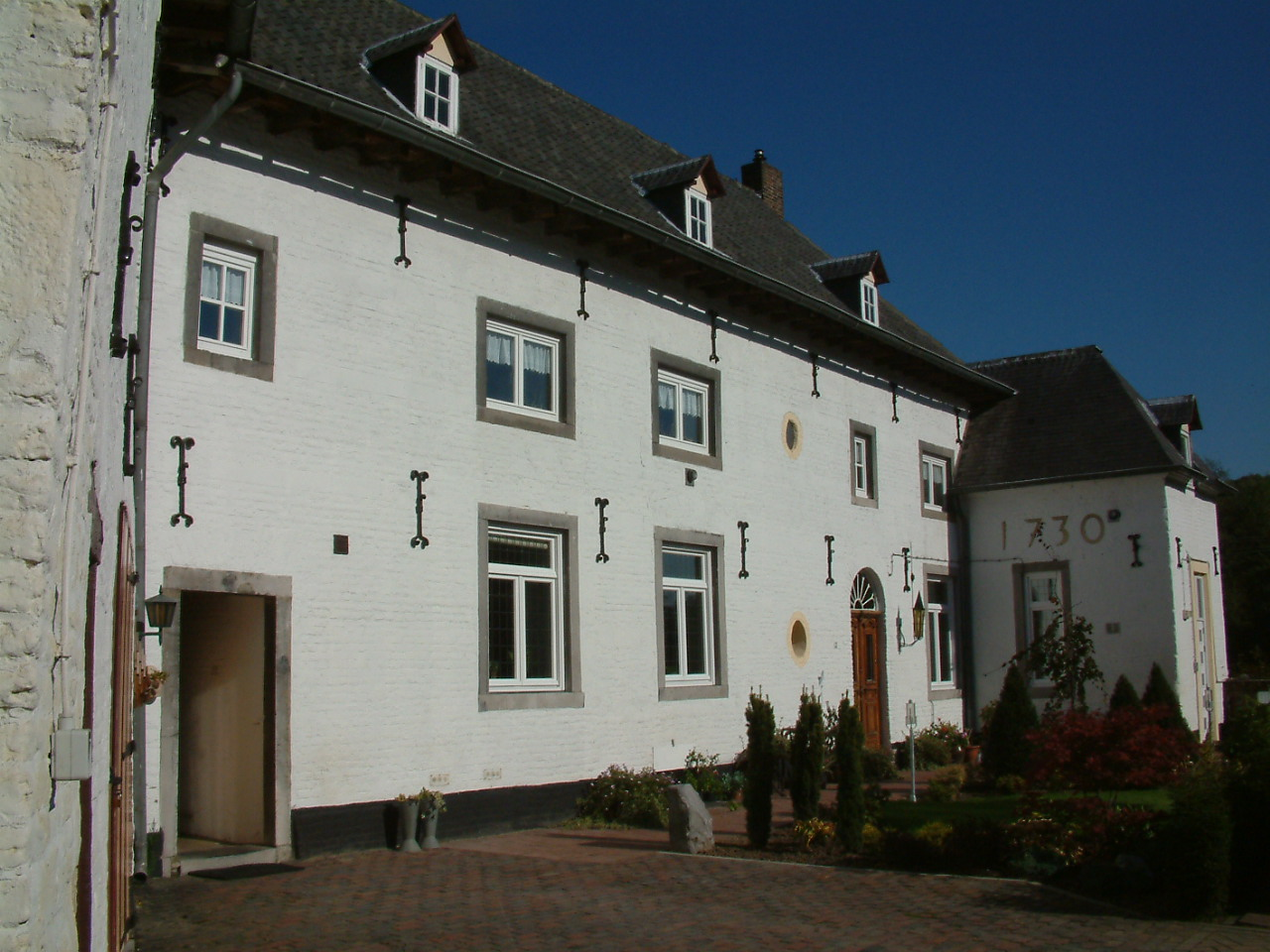
Kasteel Jansgeleen, binnenplaats
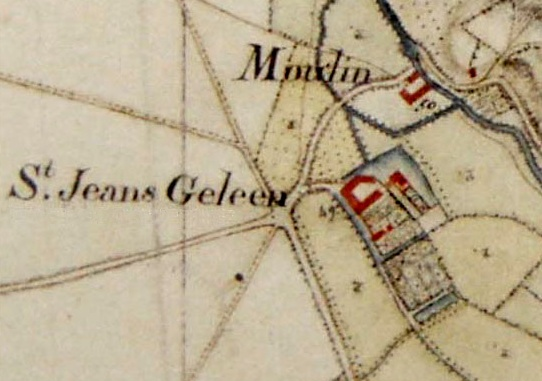
Fragment Tranchotkaart uit 1804/1805 met het kasteel, hoeve en molen Sint-Jansgeleen
Familiewapen van Hoensbroeck
Familiewapen van Merwede

Na het overlijden van haar vader erfde zij diens bezittingen in Brunssum en ruilde haar moederserfdeel uit Gerdingen met haar zuster tegen Kasteel Spaubeek. Door dit huwelijk en de ruil van het erfdeel van de heerlijkheid Gerdingen tegen dat van Spaubeek werd Jan II in 1476 heer van Spaubeek. Het huis met de hof en de goederen onder Spaubeek gelegen, met landerijen, bossen, broeken, weiden en beemden (ongeveer 55 bunder) was een leen van Valkenburg.